# Koblenz-Arenberg
Koblenz-Arenberg ist ein Höhenstadtteil von Koblenz. Der 1970 eingemeindete Stadtteil liegt rechtsrheinisch oberhalb von Ehrenbreitstein und westlich der B 49 nach Montabaur. Arenberg ist der östlichste Koblenzer Stadtteil. Er ist seit dem 19. Jahrhundert ein katholischer Wallfahrtsort mit einer europaweit einzigartigen Landschaftsbilderbibel.

## Geschichte
König Ludwig der Deutsche schenkte 868 den Herrenhof Arenberg dem Frauenstift Herford, was die erste urkundliche Erwähnung von Arenberg war. Der Hof hieß Overanberg („Ober am Berg“), im Gegensatz zum tiefer im Hang gelegenen „Nieder am Berg“, das heutige Niederberg. Die Verantwortung für die Bewirtschaftung übertrug das Kloster 1226 einem Maier aus dem Hause von Helfenstein, der die Pacht in Naturalien abführen musste.
Die Herren von Helfenstein erbauten um 1300 die Burg Mühlenbach. Die Familie nannte sich von nun an Ritter von Mühlenbach und es entstand die Reichsherrschaft Mühlenberg, die neben der Pfarrei Arenberg noch das benachbarte Immendorf und einige Mühlen am Mühlenbach umfasste. Die Burg wurde im Dreißigjährigen Krieg weitgehend zerstört.
Das Kloster Herford verkaufte die Reichsherrschaft Arenberg 1692 an Kurtrier und gehörte von nun an zum Amt Ehrenbreitstein. Durch den Reichsdeputationshauptschluss kam der Ort kurzzeitig an das Herzogtum Nassau und schließlich durch den Wiener Kongress 1815 an Preußen. Das Amt Ehrenbreitstein wurden 1816 dem Landkreis Koblenz zugeschlagen. Nachdem Ehrenbreitstein 1937 nach Koblenz eingemeindet wurde, kam Arenberg zunächst an das Amt Vallendar. Im Jahr 1968 feierte Arenberg sein 1100-jähriges Bestehen. Am 7. Juni 1969 bildete Arenberg zusammen mit dem Nachbarort Immendorf kurzzeitig die Gemeinde Arenberg-Immendorf. Am 7. November 1970 erfolgte die Auflösung dieser Gemeinde und Arenberg wurde ebenfalls ein Stadtteil von Koblenz.

Im Jahre 1630 wird erstmals die Pferdeausspannstation Roter Hahn mit einem zugehörigen Gasthaus erwähnt. Nach ihr nannte man den ganzen Ort meist Roter Hahn. Diese Poststation lag auf der Postverbindung vom Rhein über Ehrenbreitstein zur Lahn, die erst ab dem 19. Jahrhundert ihre Bedeutung verlor, als entlang der Lahn eine durchgehende Straße entstand. Der Kurfürst von Kurtrier baute 1789 die Straße von Koblenz über Arenberg und Montabaur nach Limburg an der Lahn weiter aus.
In den Jahren der französischen Belagerung der Festung Ehrenbreitstein 1795 bis 1799 hatte ein französischer General in Arenberg sein Quartier. In dieser Zeit wurde der Weinbau, der vorher in den Lagen Eselsbach und Hangarsberg dokumentiert war, zerstört und nach dem Wiener Kongress auch nicht revitalisiert.
Neben der Landwirtschaft und dem Weinbau spielte im 19. und 20. Jahrhundert der Zink- und Bleierzabbau in der Grube Mühlenbach eine wichtige Rolle. Der Abbau ist seit 1842 urkundlich belegt und wurde mit kurzen Unterbrechungen 1960 ganz aufgegeben.
Mitte des 19. Jahrhunderts verlieh Pfarrer Johann Baptist Kraus Arenberg eine neue Identität als Wallfahrtsort. Die restaurierten Anlagen prägen auch heute wieder die kulturhistorische Bedeutung des Stadtteils, obwohl der ursprünglich von Pfarrer Kraus beabsichtigte Zweck seit den 1950er Jahren verloren ging.
Arenberg wurde 1901 an das Koblenzer Straßenbahnnetz angeschlossen und ist heute ein Wohnstadtteil von Koblenz. Seit 2002 ist Arenberg mit seinen Kulturdenkmälern und dem Wallfahrtsort Teil des UNESCO-Welterbe Oberes Mittelrheintal.

## Politik

### Ortsbeirat
Für die Stadtteile Arenberg und Immendorf wurde ein gemeinsamer Ortsbezirk gebildet. Dem Ortsbeirat gehören elf Beiratsmitglieder an, den Vorsitz im Ortsbeirat führt der direkt gewählte Ortsvorsteher.
Zur Zusammensetzung des Ortsbeirats siehe die Ergebnisse der Kommunalwahlen in Koblenz.

### Ortsvorsteher
Ortsvorsteher ist Tim Michels (CDU). Bei der Direktwahl am 26. Mai 2019 wurde er mit einem Stimmenanteil von 63,26 % gewählt und ist damit Nachfolger von Gerd Giefer (CDU). Bei der Kommunalwahl am 9. Juni 2024 wurde er als einziger Bewerber mit einem Stimmenanteil von 83,0 % für weitere fünf Jahre in seinem Amt bestätigt.

## Sehenswürdigkeiten

### Wallfahrtsort, Kirche und Kloster
Begründer des Wallfahrtsorts Arenberg war Pfarrer Johann Baptist Kraus (1805–1893), der Mitte des 19. Jahrhunderts die Pfarrer-Kraus-Anlagen mit der Wallfahrtskirche St. Nikolaus (1860–1872) errichtete. Zur Pflege der europaweit einzigartigen Landschaftsbilderbibel holte Pfarrer Kraus 1864 die Schwestern der Dominikanerinnen nach Arenberg, die dort das Kloster Arenberg begründeten. Das Kloster beherbergt heute auch ein Bildungs- und Erholungszentrum. Südlich des Pfarrhauses von St. Nikolaus wurde 1930 ein Denkmal für Pfarrer Kraus aufgestellt.

### Profane Bauwerke
- Grube Mühlenbach
- Ehemaliger Gutshof Elisenhof

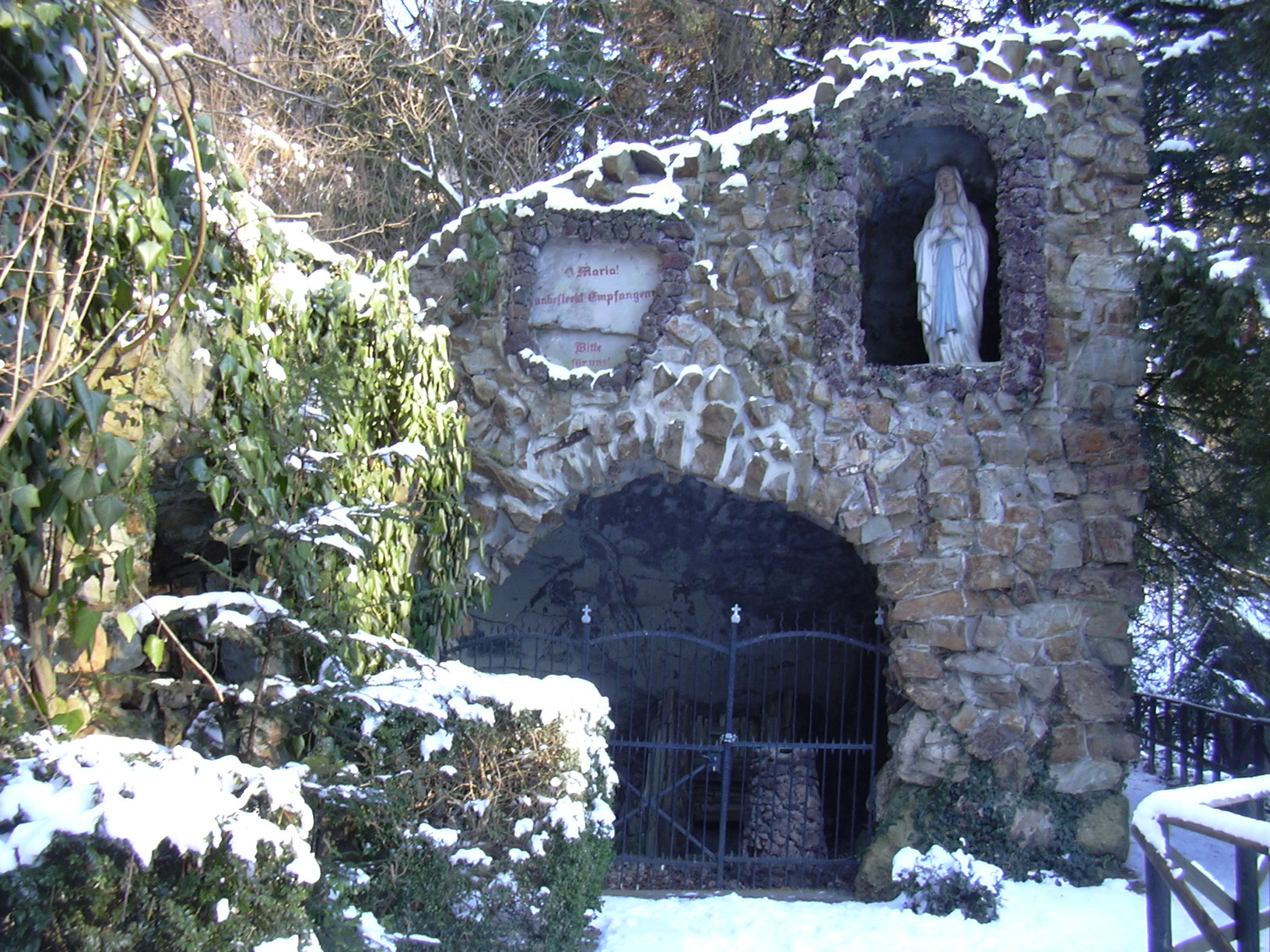
Lourdes-Grotte in den Pfarrer-Kraus-Anlagen
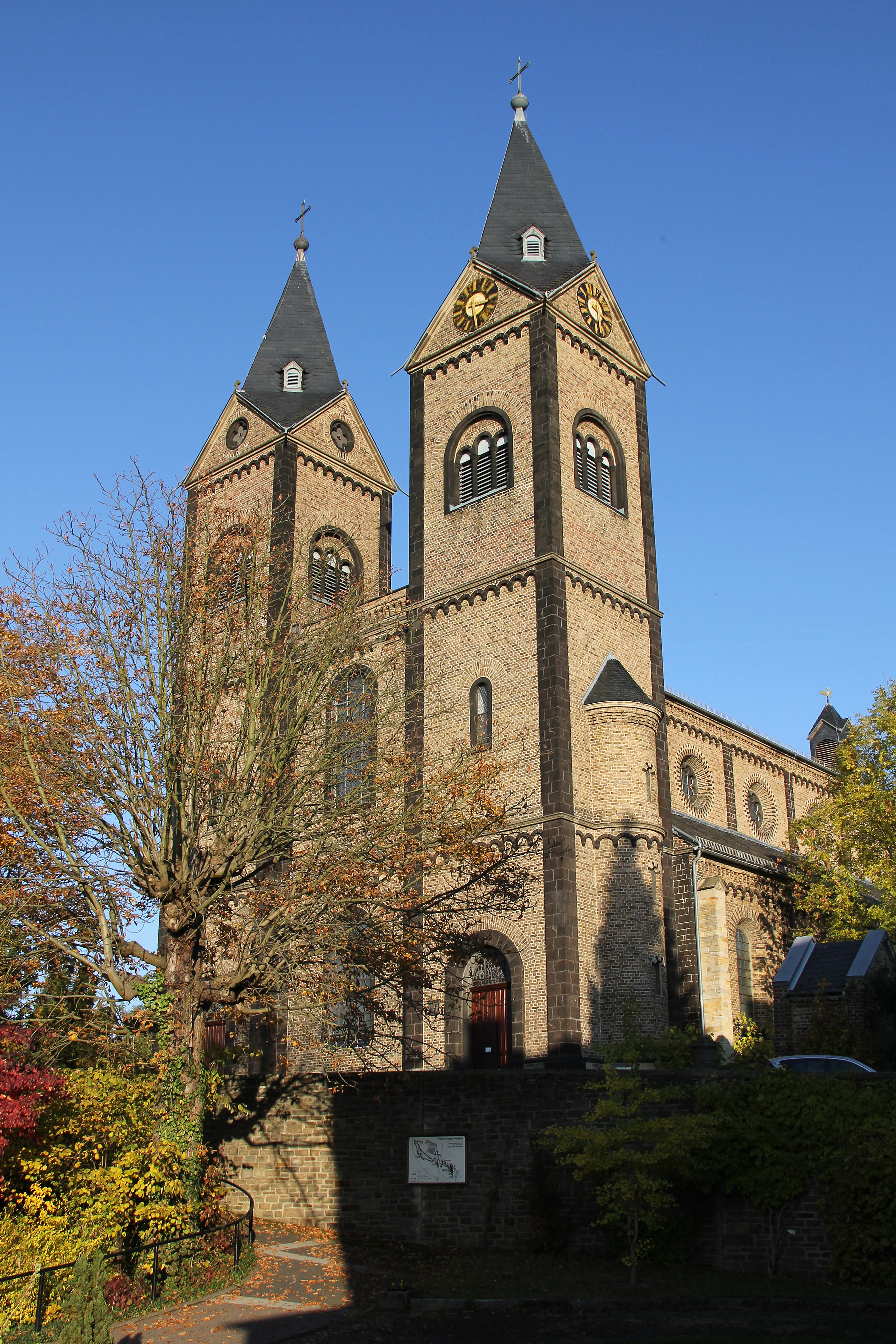
Wallfahrtskirche St. Nikolaus
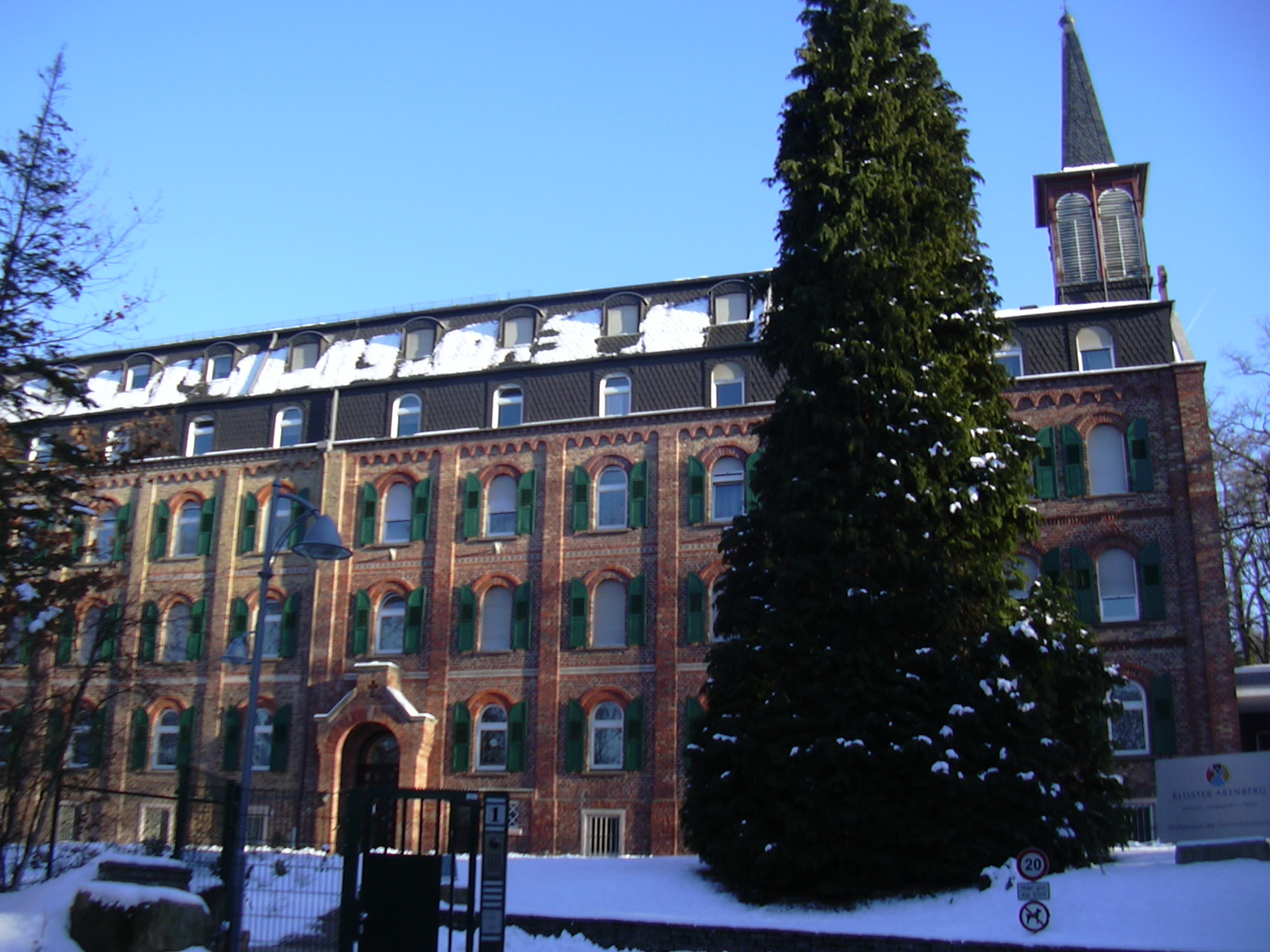
Kloster Arenberg – Mutterhaus der Dominikanerinnen
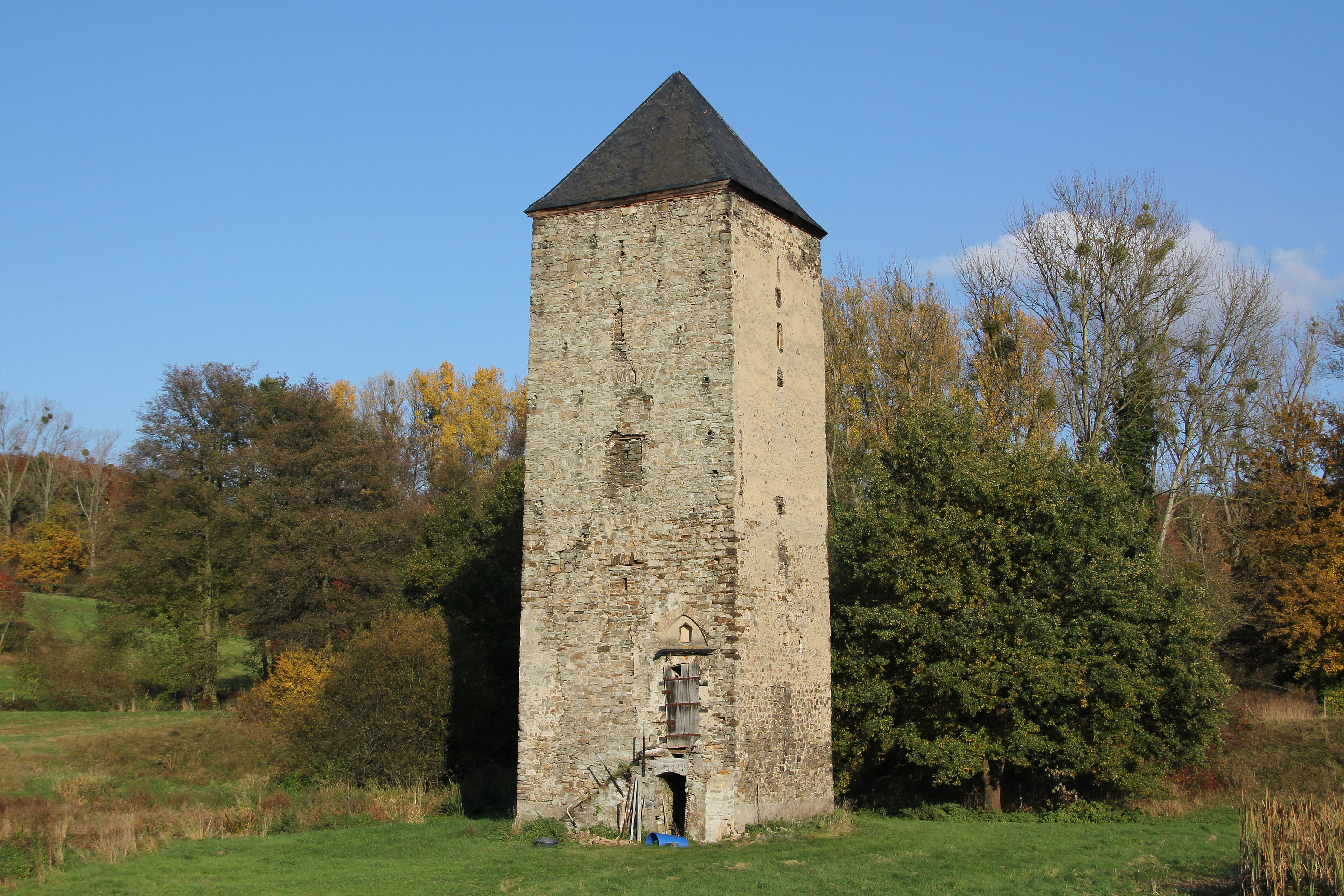
Der Hauptturm der ehemaligen Burg Mühlenbach

## Arenberger Trinkwasser für die Festung Ehrenbreitstein
Auf der Arenberger Gemarkung lagen die Quellen, die lange Zeit die Festung Ehrenbreitstein mit Trinkwasser versorgten. Die kurfürstliche Festung bezog wohl seit dem 16. Jahrhundert ihr Wasser aus dem Bereich des Eselsbachs, vielleicht sogar aus dem Riddelsborn. Bei den Belagerungen des Ehrenbreitsteins 1795 bis 1799 unterbrachen die französischen Truppen, die Arenberg besetzt hielten, mehrfach die Wasserleitung.
Die preußische Festung griff ab 1866 wieder auf den Riddelsborn zurück, der von nun an alle rechtsrheinischen Werke der Festung Koblenz versorgte. Ab 1909 bekamen diese Festungswerke ihr Wasser aus der Meerkatzerquelle. Es floss zunächst in einen Hochbehälter beim Kloster Arenberg und dann – mit erhöhtem Druck – in den Ehrenbreitstein und von dort zu den anderen Werken. Der Riddelsborn versorgte nun nur noch das Fort Asterstein. Sein überschüssiges Wasser wurde nach Ehrenbreitstein geleitet. Bis heute gehört der Riddelsborn zur Trinkwasserversorgung von Koblenz.

## Verkehr
- Koblenz-Arenberg liegt an der Landstraße 127, diese verbindet die Bundesstraßen B42 und B49 miteinander.
- Die Buslinien 9 und 19 Koblenzer Verkehrsbetriebe verlaufen von Immendorf über die Stadtteile Arenberg, Niederberg und Ehrenbreitstein in die Innenstadt und zum Hauptbahnhof, die Buslinie 460 von Rhein-Mosel-Bus verläuft von Koblenz Hbf über Arenberg und Neuhäusel nach Montabaur.
- Anschluss an den Eisenbahnfernverkehr besteht am Hauptbahnhof Koblenz.

## Persönlichkeiten
Folgende Persönlichkeiten wurden in Arenberg geboren:
- 1898: Karl Weber, Politiker
- 1901: Pater Otto Pies, Jesuit
- 1905: Josef Ackermann, NSDAP-Politiker und SA-Brigadeführer